# Petite-Eneille
Petite-Eneille orthographiée aussi Petite-Enneille est un hameau de la commune belge de Durbuy situé en Région wallonne dans la province de Luxembourg.
Avec le hameau voisin de Grande-Eneille, Petite-Eneille forme les Enneilles ou Enneilles.
Avant la fusion des communes, Petite-Eneille faisait partie de la commune de Grandhan.

## Situation
Ce hameau de Famenne s'étend en rive gauche de l'Ourthe entre les villages de Grandhan et Grande-Eneille.
La réserve naturelle des Enneilles d'une superficie de 85 ha se situe entre Petite-Eneille et Grande-Eneille.